# 柬埔寨王位委员会
柬埔寨王位委员会是根据“柬埔寨王位委员会组成和执行法”推选柬埔寨国王的机构，其职能是推选新的国王。根据现行《柬埔寨宪法》第二章第十三条规定，其组成成员9人，分别是：参议院议长、国民议会议长、首相、大宗派及法宗派的僧王、参议院第一及第二副议长、国民议会第一及第二副议长。
王位委员会的前身是从法国保护时代起就设立的最高皇庭会议，在国王去世、王位空缺的时候，通过最高皇庭会议选举产生终身制的国王。朗诺政变后这个机构不复存在。
王位委员会于1993年9月24日成立。在王位出缺的时候，由王位委员会通过无记名投票的方式选举产生新的国王，任期为终身。根据现行《柬埔寨宪法》第二章第十四条规定，有资格当选国王的人士必须年满30岁，且为安东、诺罗敦、西索瓦的男性后代。
2004年10月，诺罗敦·西哈努克国王宣布退位后，由王位委员会通过无记名投票的方式选举出诺罗敦·西哈莫尼担任新的国王。

## 现任委员
| 名字     | 职位               |
| -------- | ------------------ |
| 洪森     | 参议院议长         |
| 洪玛奈   | 首相               |
| 韩桑林   | 国民议会议长       |
| 尤霍格里 | 国民议会第一副议长 |
| 阮涅     | 国民议会第二副议长 |
| 辛嘉     | 参议院第一副议长   |
| 迪翁     | 参议院第二副议长   |
| 狄旺     | 大宗派大僧王       |
| 武记     | 法宗派僧王         |

## 王位委员会组成和执行法
“柬埔寨王位委员会组成和执行法”于2004年10月8日由国民议会批准。法案产生的背景是柬埔寨前国王诺罗敦·西哈努克宣布因年迈和健康原因退出王位，通过这一法案为应对这一局势，同时也为以后顺利推举新的国王铺平了道路。该法案规定：
1. 柬埔寨国王由“王位委员会”推选；
2. 国王因故不能视事或不在国内期间，由参议院议长代理国家元首职务；
3. 国王的产生办法即在柬埔寨国王去世、退休或退位后7天内，以简单多数表决方式，从诺罗敦和西索瓦两大王族后代中推举出新的柬埔寨国王。

2004年10月14日，根据这项新的法案成立的“王位委员会”推选的国王为诺罗敦·西哈莫尼。